# Teleki László tér
Teleki László tér ou Teleki tér est une vaste place située entre les quartiers de Népszínház et Magdolna, dans le 8e arrondissement de Budapest. Elle se situe au débouché de Népszínház utca et longe en partie le Cimetière national de Fiumei út.
Ancien Baromvásár tér, la place est édifiée en 1850 selon les plans de construction de la ville et prend le nom de László Teleki en 1874. C'est là-bas que s'y installe en 1897 le marché aux puces de Budapest avant de déménager à Mária Valéria-telep puis sur Nagykőrösi út. Entre les deux guerres mondiales, la place devient le point de rendez-vous des mains-d'œuvre qui cherchent à se faire employer ; rôle désormais dévolu à Széll Kálmán tér. En 1950, un marché alimentaire y prend place jusqu'au début des années 2000. Outre les vendeurs réguliers, le marché est aussi le lieu de trafics en tout genre. En 2012, la municipalité de l'arrondissement décide de supprimer le marché et entrevoit la construction d'une halle couverte à proximité.

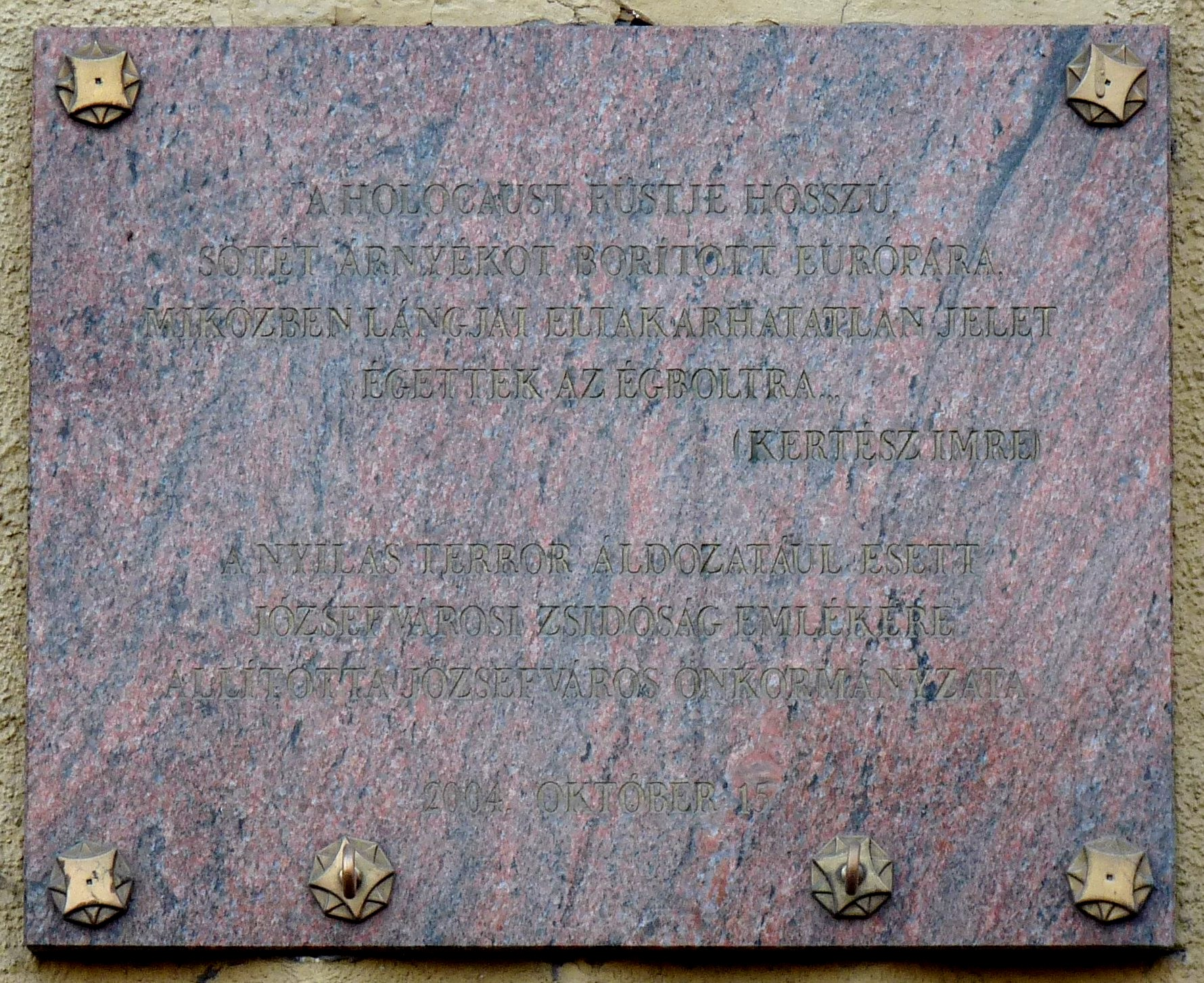
Plaque commémorative en souvenir des martyrs juifs de Józsefváros sur la place.